# 哥特堡歌劇院
哥特堡歌劇院（瑞典語：Göteborgsoperan）是一座位於瑞典哥特堡的歌劇院。現在的哥特堡歌劇院於1989年9月開始建設，在1991年6月動工，1994年10月落成。
2000年，哥特堡歌劇院曾經是歐洲歌唱大賽在瑞典的選拔賽會場之一。

## 外部連結
- 官方网站

57°42′40″N 11°57′51″E / 57.71111°N 11.96417°E